# 阮文桃
阮文桃（越南语：／；1888年—？），號義園（越南语：／），越南阮朝官員、作家。

## 生平
阮文桃是山西省國威府石室縣石舍總有憑社（今屬河內市石室縣有憑社）人，同慶三年（1888年）出生，父親是進士阮文彬。維新三年（1909年），阮文桃參加河南場鄉試，考中舉人。維新五年（1911年），被選為留學生，派往法國留學。後任河東布政使、廣安巡撫。

## 作品
阮文桃著有《皇越科舉鏡》、《歐學行程記》，均在《南風雜誌》漢文版刊有全文。